# FEG PA-63半自動手槍
FÉG PA-63是一款由匈牙利工業集團武器及機械製造公司（縮寫：FEG）所研製和生產的半自動手槍，發射9×18毫米馬卡羅夫、.32 ACP和.380 ACP口徑手枪子弹。

## 歷史
從1940年代後期開始，匈牙利FÉGARMY武器工廠（FÉG）生產瓦爾特PP／PPK的彷製型，開始時命名為M48，它與瓦爾特PP只是在細微之處方面有所不同。到了1950年代後期，武器及機械製造公司開始進行範圍更大的改變，使得PA-63可採用9×18毫米馬卡羅夫子彈。它很快就成為匈牙利軍隊和警察部隊的制式武器。
軍用標準型PA-63版採用了雙色型拋光鋁合金底把，配有黑色手槍套筒、握把、扳機和擊錘組件。雖然軍用型採用了會反光的拋光處理是不尋常的事，但之所以選用這工藝就是它相對的要便宜，而且建造的所需時間較短。
1990年，在共产主义政权垮台以後，匈牙利軍隊和警察部隊發起了一項計劃，以發射北約標準的9×19毫米「帕拉貝倫」彈藥的手槍取代PA-63，首先是進口的傑里科941、然後是國產的P9RC，但是PA-63仍然在匈牙利執法部門當中服役。它在匈牙利當中基本上已被逐步淘汰，但由於產量很大，它倆是一種受歡迎且價格合理的過剩槍械，因為它們已經開始進口到西方。

## 變型和衍生型
由於PA-63在匈牙利境內相對普及和耐用，其後武器及機械製造公司推出了分別發射.32 ACP和.380 ACP口徑子彈的FÉG AP7.65和PMK-380兩種型號。AP7.65與PA-63幾乎完全相同，只不過它發射.32 ACP（.32自動手槍子彈，7.65×17毫米白朗寧短彈）口徑子彈，而且陽極處理並非兩種顏色。而PMK-380發射.380 ACP（.380自動手槍子彈，9×17米白朗寧短彈）口徑子彈，裝有烤藍钛铝合金底把和烤藍鋼套筒。
2000年，武器及機械製造公司開始以瓦爾特的特許而生產瓦爾特PPK/E，它可發射.22 LR、.32 ACP和.380 ACP口徑子彈。

## 馬卡羅夫標籤
在美國銷售的PA-63通常被宣傳為“PA-63馬卡羅夫”。這可能會導致一些消費者相信他倆正在購買馬卡洛夫手槍，而非型號不同而發射相同的9×18毫米馬卡羅夫口徑的手槍。雖然這兩款手槍都共享著瓦爾特PP／PPK的血統，有著類似的操作原理和發射相同的彈藥，但馬卡洛夫PM採用不同的設計，採用全钢製結構和不同的閉鎖機構。而FÉG PA-63與馬卡洛夫手槍兩者之間並沒有共通點。

## 資料來源
1. 1 2 3  Cutshaw, Charles Q. . Iola, Wisconsin: Gun Digest Books. 28 February 2011: 86  [10 July 2013]. ISBN 978-1-4402-2709-7. （原始内容存档于2014-07-05）.
2. ↑  John Ivor Headon Owen. . Brassey's Publishers Limited. 1976: 34. ISBN 978-0-904609-03-5.
3. ↑  .   [9 May 2012]. （原始内容存档于2019-06-18）.

## 外部連結
- （英文）—FÉG PA-63 Army Pistol (Pisztoly 63 Minta - PA 63M)（页面存档备份，存于）
- （英文）—Instruction and Safety Manual PA 63 Pistol
- （英文）—SMC-380 HungarianWeapons Femaru FEG Pistols（页面存档备份，存于）